# Steuersubvention
Steuersubventionen oder Steuervergünstigungen sind Ausnahmen im Umfang einer Steuer oder in der Steuerpflicht, deren Grund nicht in der Steuersystematik liegt.  Steuervergünstigungen werden verwendet, um politische Ziele zu verfolgen. Ihre Beurteilung muss die Auswirkungen auf die verfolgten Ziele und die Nebenwirkungen (Verteilung, Effizienz, Mitnahmeeffekte) im Vergleich zu alternativen Maßnahmen in Betracht ziehen und abwägen.

## Definition
Steuersubvention ist ein Begriff, der in der Alltagssprache keine sonderlich scharfen Konturen aufweist. Die Einordnung bestimmter steuerlicher Regelungen als Steuersubventionen ist in der wissenschaftlichen Diskussion in vielen Fällen weitgehend unstreitig, wird in einigen Fällen aber kontrovers diskutiert.
Nach Georg Jochum ist Steuersubvention (Steuervergünstigung) wie folgt zu definieren:
1. Eine Steuersubvention ist eine staatliche Vergünstigung
2. Empfänger sind ein oder mehrere Steuerpflichtige
3. Der gewährte Vorteil besteht in einer Verschonung von einer eigentlich zu tragenden Abgabenlast. Die Verschonung stellt also eine Ausnahme von einer Regel dar. Die Regel ergibt sich aus der gleichen Behandlung der im Sinne eines Vergleichsmaßstabes gleichen Sachverhalte oder Objekte.

Heinrich Wilhelm Kruse definiert den Begriff als eine von der Steuersystematik abweichende Ausnahmeregelung, die für die öffentliche Hand zu Steuermindereinnahmen führt.

## Unterteilung
Steuersubventionen lassen sich danach unterteilen, ob sie einen Lenkungszweck oder einen Umverteilungszweck verfolgen.
1. Ein Lenkungszweck wird verfolgt, wenn der Vorteil gewährt wird, um ein bestimmtes Verhalten hervorzurufen oder nachträglich zu belohnen.
2. Ein Umverteilungszweck wird verfolgt, wenn der Vorteil gewährt wird, um einen bestimmten Zustand der Wohlstandsverteilung zu korrigieren.

## Gründe
Als wichtigste Gründe, die für Steuervergünstigungen als Alternative zu ausgabenseitigen Subventionen oder Transfers sowie Regulierungslösungen sprechen können, nennt die OECD insbesondere die Verringerung von administrativen Kosten, da weniger Mittelflüsse stattfinden müssen, sowie die Verringerung von Steuerflucht und Steuerhinterziehung.

## Einwände
Dennoch hält die OECD fest, dass es sowohl theoretische als auch praktische Einwände
gegen Steuervergünstigungen gibt. Hinzu kommen politökonomische Überlegungen sowie die Frage der Transparenz.

### Theoretische Einwände
Die theoretischen Einwände ergeben sich aus den Zielsetzungen der Steuerpolitik:
- Gerechtigkeit: Steuervergünstigungen haben Verteilungsfolgen, weil letztlich jene Gruppen – typischerweise die reichsten – am meisten profitieren, für welche die Maßnahmen gar nicht gedacht waren. Dieser Effekt wird von der Progression des Steuertarifs verstärkt („upside-down subsidy“).
- Vollzugsproblematik: Die Steuerbehörde ist oft nicht in der Lage, die Berechtigung eines Abzugs in jedem Fall abzuklären, weil ihr die Ressourcen und die bereichsspezifische Erfahrung fehlen.
- Einfachheit: Steuersysteme sind schon an und für sich oft komplex. Diese Komplexität wird durch Steuervergünstigungen überproportional erhöht. Die Menge von Klauseln, Bestimmungen, Anweisungen und Formularen wächst, und dem Laien fehlt folglich die erforderliche Steuerkenntnis um alle Regelungen korrekt anzuwenden (mangelnde Transparenz). Dies kann sich besonders ungünstig auf die Steuermoral auswirken.
- Budgetverantwortung: Die Kosten von Steuervergünstigungen sind weniger augenfällig und schwieriger zu schätzen. Fehleinschätzungen können dabei zu unerwarteten, großen Einnahmenausfällen führen.

### Praktische Einwände
Praktische Einwände gegen den Einsatz von Steuervergünstigungen sind unter anderem:
- Die Zahl der Steuervergünstigungen verzeichnet eine steigende Tendenz. Steuervergünstigungen werden oft von anderen parlamentarischen Ausschüssen vorbereitet als fachliche Ausgabenprojekte. Dementsprechend fehlt oft der Vergleich mit anderen Ausgabenprojekten, die demselben Zweck dienen.
- Die Steuervergünstigungen wachsen auch betragsmäßig. Steuervergünstigungen werden nämlich historisch keiner systematischen oder kritischen Überprüfung unterworfen. Folglich können sie über die Zeit unkontrolliert wachsen. Im Gegensatz zu Ausgaben, welche immer wieder gerechtfertigt werden müssen, wird ihre Notwendigkeit nicht regelmäßig evaluiert. Politisch beliebt ist auch, dass Steuervergünstigungen tendenziell weniger sichtbar sind.

### Politökonomische Einwände
Zu den politökonomischen Überlegungen, die gegen Steuervergünstigungen sprechen, gehört Folgendes: Steuervergünstigungen erlauben es, die Fiskalquote (wie sie heute definiert wird) zu senken. Unter den heutigen Definitionen misst das Budget weder Steuervergünstigungen noch Regulierung. Daher ist die Größe des Budgets nur bedingt aussagekräftig bezüglich der tatsächlichen Staatstätigkeit in der Volkswirtschaft. Daher empfiehlt die OECD, dass Steuervergünstigungen wie direkte Finanzhilfen im Budget ausgewiesen sein müssen wie jede andere Ausgabe. Sonst entstehen Anreize, Finanzhilfen vermehrt über Steuererleichterungen zu gewähren und die Funktionen des Budgets damit zu unterlaufen.

## In einzelnen Staaten

### Deutschland

#### Umfang
Die Einnahmenausfälle betragen für den Bund 15,8 Mrd. €, was 0,54 % des BIP darstellt. Für Bund und Länder insgesamt belaufen sie sich auf 26,7 Mrd. €. Betrachtet man alternative Schätzungen, wie sie z. B. das Institut für Weltwirtschaft in Kiel durchführt, so resultieren geschätzte Einnahmenausfälle für den Staat von insgesamt knapp 49 Mrd. €, was einem Anteil am BIP von 1,7 % entspricht.
Die Vergünstigung beim Erwerb von Betrieben und Anteilen an Kapitalgesellschaften im Erb- oder Schenkungsfall ist seit 2013 die größte aller Steuersubventionen.

#### Definitionen
In Deutschland legt das Gesetz keine Definition einer Steuersubvention fest. Das implizite
Referenzsystem wird faktisch nach jeder Gesetzesänderung neu evaluiert.
Deutschland hat offiziell eine systematische Überprüfung von Steuersubventionen in Angriff genommen, wobei die Ansichten verschiedener angesehener Wirtschaftsinstitute einbezogen werden. Mit dieser Vorgehensweise soll die Glaubwürdigkeit von Analyse und Schätzungen erhöht werden.
In Deutschland bestehen verschiedene Listen, die bestimmte steuerliche Regelungen als Steuersubventionen bezeichnen, etwa den Subventionsbericht der Bundesregierung oder die Koch-Steinbrück-Liste.

##### Koch-Steinbrück-Liste
Die Koch-Steinbrück-Liste wurde im Jahr 2003 unter Führung der ehemaligen Ministerpräsidenten Roland Koch und Peer Steinbrück erstellt. In ihr werden unter anderem die in den folgenden Unterabschnitten genannten steuerlichen Regelungen (keine vollständige Aufzählung) als Steuersubventionen bezeichnet. Dabei werden auch steuerliche Regelungen als Subventionen bezeichnet, die im Subventionsbericht der Bundesregierung nicht als Subventionen aufgeführt sind.
Die Beschränkung des Abzugs von Aufwendungen für Fahrten von der Wohnung zur Arbeitsstätte (Ansatz der Entfernungspauschale wie Werbungskosten erst ab dem 21. Entfernungskilometer) ist mit Urteil des Bundesverfassungsgerichts vom 9. Dezember 2008 für verfassungswidrig erklärt worden, da die Regelung eine nicht gerechtfertigte Abweichung von dem objektiven Nettoprinzip darstellt und folglich mit Art. 3 Abs. 1 GG unvereinbar ist (Gleichheitssatz). Koch und Steinbrück sind weiterhin der Ansicht, dass es sich bei der Entfernungspauschale um eine Subvention handele.
Einkommensteuer
- Eigenheimzulage
- Entfernungspauschale (nicht im Subventionsbericht der Bundesregierung enthalten)
- Steuerfreiheit von Zuschüssen des Arbeitgebers für Fahrten zwischen Wohnung und Arbeitsstätte
- Arbeitnehmerpauschbetrag (nicht im Subventionsbericht der Bundesregierung enthalten)
- Sparerfreibetrag
- Sonderausgabenabzug für Lebensversicherungsbeiträge
- Freigrenze von 50 € monatlich für Arbeitnehmer bei bestimmten Sachbezügen
- Zuschlag für Sonntags-, Feiertags- und Nachtarbeit
- Steuerermäßigung bei Aufwendungen für haushaltsnahe Beschäftigungsverhältnisse (aus wirtschaftspolitischen Gründen kein Abbau vorgesehen)
- Freibetrag für Belegschaftsrabatte
- Freibetrag für Sachprämien aus Kundenbindungsprogrammen
- halber Steuersatz für betriebliche Veräußerungsgewinne (nicht im Subventionsbericht der Bundesregierung enthalten)
- Freibetrag für Veräußerungsgewinne bei Unternehmern allgemein
- Steuerermäßigung und Sonderausgabenabzug für Parteispenden
- Freibetrag für Abfindungen
- Abzugsfähigkeit von betrieblichen Bewirtungsaufwendungen und Geschenken (nicht im Subventionsbericht der Bundesregierung enthalten)
- Freibetrag für Veräußerungsgewinne bei Einkünften aus Land- und Forstwirtschaft
- Freibetrag Land- und Forstwirte
- Ermittlung des Gewinns aus Land- und Forstwirtschaft nach Durchschnittssätzen
- Minderung der Steuersätze bei außerordentlichen Einkünften aus Forstwirtschaft
- Freibetrag für Veräußerung von Anteilen an Kapitalgesellschaften
- Freibetrag für Veräußerungsgewinne bei Freiberuflern

Absetzung für Abnutzung bei der Gewinn-/Einkünfteermittlung:
- Degressive Absetzung für Abnutzung für Mietwohnbauten (nicht im Subventionsbericht der Bundesregierung enthalten)
- Erhöhte Absetzung für Abnutzung bei Gebäuden in Sanierungsgebieten
- Degressive Absetzung für Abnutzung für bewegliche Wirtschaftsgüter (nicht im Subventionsbericht der Bundesregierung enthalten)
- Halbjahres-Absetzung für Abnutzung für bewegliche Wirtschaftsgüter (nicht im Subventionsbericht der Bundesregierung enthalten)
- Sofortiger Betriebsausgabenabzug für geringwertige Wirtschaftsgüter (nicht im Subventionsbericht der Bundesregierung enthalten)

Altersbezügebesteuerung in der Einkommensteuer: (wird als Steuersubvention eingestuft, vorläufig ist aber kein Abbau geplant)
- Sonderausgabenabzug von Beiträgen zur gesetzlichen Rentenversicherung
- Lohnsteuerpauschalierung bei bestimmten Zukunftssicherungsleistungen
- Steuerliche Regelung zur privaten Altersvorsorge und betrieblichen Altersvorsorge in §10a EStG
- Altersentlastungsbetrag (nicht im Subventionsbericht der Bundesregierung enthalten)

Erbschaftsteuer
- Ansatz von niedrigen Ertragswerten beim land- und forstwirtschaftlichen Vermögen für Zwecke der ErbSt
- Freibetrag bei Erbschaft/Schenkung von Betriebsvermögen
- Tarifbegrenzung beim Erwerb von Betriebsvermögen

Umsatzsteuer
- Befreiung der Auftragsforschung von Hochschulen in der Umsatzsteuer
- Befreiung der ärztlichen Leistungen (noch kein Abbau vorgesehen)
- Befreiung der Sozialversicherungsträger, Medizinischen Dienste, Altenheime usw. (noch kein Abbau vorgesehen)
- Steuerbefreiung für die Verschaffung von Versicherungsschutz (noch kein Abbau vorgesehen)
- Steuerbefreiung der Bausparkassen- und Versicherungsvertreter (aus wirtschaftspolitischen Gründen kein Abbau vorgesehen)

Sonstiges
- Arbeitnehmer-Sparzulage
- Mengenstaffel bei der Biersteuer
- Steuerbefreiung land- und forstwirtschaftlicher Erwerbs- und Wirtschaftsgenossenschaften in der Körperschaftsteuer
- Steuerbefreiung landwirtschaftlicher Erwerbs- und Wirtschaftsgenossenschaften bei der Gewerbesteuer
- Steuerbefreiung von Krankenhäusern in der Gewerbesteuer (noch kein Abbau vorgesehen)
- Steuerbegünstigung von Agrardiesel im Mineralölsteuergesetz
- Steuerbegünstigung für den öffentlichen Personennahverkehr im Mineralölsteuergesetz
- Steuerbegünstigung für Strom für den Fahrbetrieb im Schienenbahnverkehr nach dem Stromsteuergesetz

#### Kontroversen am Beispiel der Entfernungspauschale
Teilweise wird in der wissenschaftlichen Literatur die Auffassung vertreten, dass die Entfernungspauschale eine Steuersubvention sei, teilweise wird dem entschieden widersprochen.
Die steuerliche Norm, welche die Entfernungspauschale festsetzt (§ 9 Absatz 1 Satz 3 Nummer 4 EStG) wirkt grundsätzlich als Schlechterstellung der Pendler. Dies ergibt sich daraus, dass die Fahrtkosten keine Aufwendungen für die Lebensführung gemäß § 12 EStG darstellen. Ohne ausdrückliche Regelung der Entfernungspauschale wären die Fahrtkosten zur Arbeit gemäß der Generalklausel in § 9 Absatz 1 Satz 1 EStG als Werbungskosten steuerlich abziehbar. Dann allerdings in Höhe der tatsächlich entstandenen Kosten (entsprechend der Rechtslage bis zur Einführung der Entfernungspauschale im Jahr 1955), während die Entfernungspauschale die Fahrtkosten auf unrealistisch niedriger Höhe pauschaliert. Dies geht so weit, dass seit der Verringerung der Entfernungspauschale auf 0,15 € je gefahrenem km (im Jahr 2004) die einkommensteuersenkende Wirkung der Entfernungspauschale nicht einmal mehr die durch das Pendeln verursachte Steuerbelastung mit Mineralölsteuer und der Mehrwertsteuer auf Mineralöl kompensiert. Im Regelfall stellt die Pendlerpauschale häufig also keine Vergünstigung, sondern ein Schlechterstellung dar.
Mit Einführung der Verkehrsmittelunabhängigkeit der Entfernungspauschale im Jahr 2001 ergibt sich aber immer dann eine Subventionswirkung, wenn ein Pendler tatsächlich keine oder nur sehr geringe Fahrtkosten hat (etwa weil er kostenlos in einer Fahrtgemeinschaft mitfährt).
Dagegen wird von Paul Kirchhof eingewandt, die Wohnortwahl sei eine private Entscheidung und die Fahrtkosten zur Arbeit daher rein privat veranlasst, so dass ein steuerlicher Abzug nicht gerechtfertigt sei. Ganz so einfach kann man es sich nach Ansicht des DIW aber nicht machen. Die Arbeits- und Wohnungsmärkte seien nicht vollständig flexibel, und die meisten Erwerbstätigen seien gezwungen Fahrtzeiten und Fahrtkosten in Kauf zu nehmen. Bei den Pendlerkosten handelt es sich (auch nach Auffassung des Bundesverfassungsgerichts) um typische „gemischt veranlasste“ Aufwendungen, bei denen neben der beruflichen Veranlassung auch Präferenzen der privaten Lebensführung eine Rolle spielen. Dies spreche nach Ansicht des DIW dafür, den Werbungskostenabzug für Pendlerkosten stärker anhand des Anteils der beruflichen Veranlassung zu differenzieren.

### Schweiz
Eine Studie der Eidgenössischen Steuerverwaltung (ESTV) vom Februar 2011 ergab, dass die geschätzten Einnahmenausfälle infolge Steuervergünstigungen für die Steuern des Bundes je nachdem, ob eine einkommens- oder konsumorientierte Steuernorm verwendet wurde, 21 Mrd. Franken pro Jahr (3,9 % des BIP) bzw. 17 Mrd. CHF (3,2 %) betrugen. Für die direkte Bundessteuer betrugen die Ausfälle je nach Steuernorm 4,5 bzw. 8,5 Mrd. CHF (im Verhältnis zu Gesamteinnahmen von 17.9 Mrd.), für die Mehrwertsteuer 8.1 Mrd. CHF (im Verhältnis zu Gesamteinnahmen von 20.3 Mrd.).
Insgesamt identifizierte die ESTV 99 Steuervergünstigungen auf Bundesebene, darunter 40 für die direkte Bundessteuer, 27 für die Mehrwertsteuer und 24 für die Stempelabgaben. Zu den wesentlichsten Steuervergünstigungen gehören danach (unter Angabe der jährlichen Einnahmenausfälle für den Bund in Mio. CHF bei Annahme einer einkommensorientierten Steuernorm):
Direkte Bundessteuer für natürliche Personen
- Abzug der Arbeitnehmer- und Arbeitgeberbeiträge an die 2. Säule (beim Arbeitnehmer): 3.500 Mio.
- Abzug für Beiträge in die Säule 3a: 830 Mio.
- Kinderabzug: 710 Mio.
- Steuerfreiheit der Kapitalgewinne aus Privatvermögen: 670 Mio.
- Steuerfreiheit von Erbschaften und Schenkungen (zu 1/5 des Satzes): 600 Mio.
- Abzug der Fahrkosten von den Berufskosten unselbständig Erwerbender: 600 Mio.
- Abzug für auswärtige Verpflegung von den Berufskosten unselbständig Erwerbender: 400 Mio.
- Pauschalabzug für Unterhaltskosten von Liegenschaften im Privatvermögen: 380 Mio.
- Unterbewertung des Eigenmietwertes: 235 Mio.
- Abzug der Zuwendungen für gemeinnützige Zwecke: 180 Mio.
- Aufwandbesteuerung: kein Schätzwert

Direkte Bundessteuer für juristische Personen (keine Schätzwerte)
- Steuerbefreiung der Gebietskörperschaften und ihrer Anstalten
- Steuerbefreiung konzessionierter Verkehrsunternehmen
- Steuerbefreiung juristischer Personen, die öffentliche oder gemeinnützige Zwecke verfolgen
- Reduzierter Steuersatz für Vereine, Stiftungen und übrige juristische Personen

Mehrwertsteuer
- Steuerbefreiung der Dienstleistungen im Gesundheits- und Sozialwesen: 1.930 Mio.
- Steuerbefreiung der Dienstleistungen von Reisebüros: 60 Mio.
- Steuerbefreiung der Unternehmen mit einem Jahresumsatz von weniger als 100.000 CHF: 40 Mio.